# Polignac (Charente-Maritime)
Polignac ist eine südwestfranzösische Gemeinde mit 161 Einwohnern (Stand: 1. Januar 2022) im Département Charente-Maritime in der Region Nouvelle-Aquitaine (vor 2016 Poitou-Charentes). Die Gemeinde gehört zum Arrondissement Jonzac und zum Kanton Les Trois Monts. Die Einwohner werden Polignacais genannt.

## Lage
Polignac liegt etwa 55 Kilometer nordnordöstlich von Bordeaux an der Seugne. Umgeben wird Polignac von den Nachbargemeinden Sousmoulins im Nordwesten und Norden, Chatenet im Norden und Nordosten, Sainte-Colombe im Osten, Chepniers im Süden und Westen sowie Jussas im Westen.

## Bevölkerungsentwicklung
| Jahr                       | 1962 | 1968 | 1975 | 1982 | 1990 | 1999 | 2008 | 2019 |
| Einwohner                  | 195  | 192  | 175  | 125  | 119  | 108  | 121  | 159  |
| Quellen: Cassini und INSEE |      |      |      |      |      |      |      |      |

## Sehenswürdigkeiten
- Kirche Saint-Caprais aus dem 16. Jahrhundert, Monument historique seit 1931

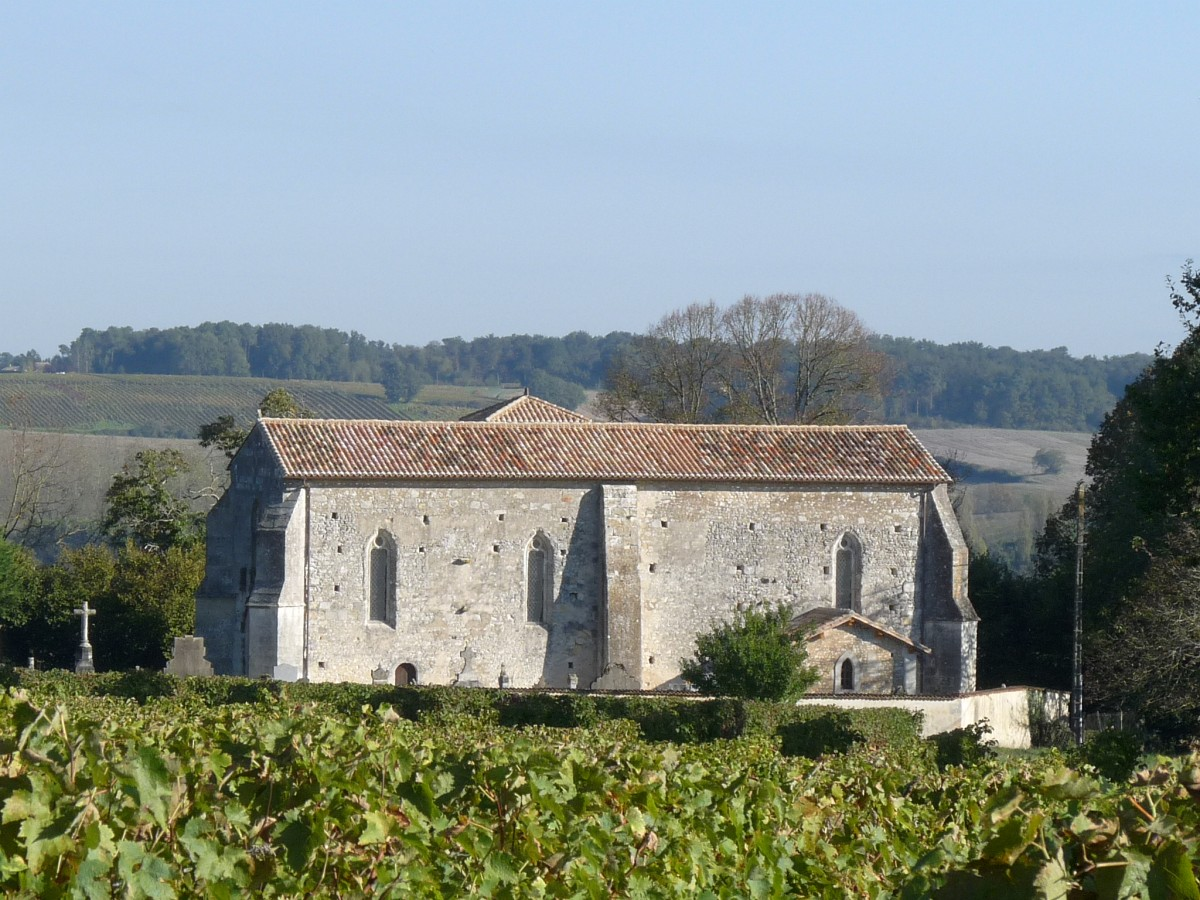
Kirche Saint-Caprais